# Bergtjärnen (Mora socken, Dalarna, 675781-141518)
Bergtjärnen är en sjö i Mora kommun i Dalarna och ingår i Dalälvens huvudavrinningsområde.